# Руст, Бернгард
Бе́рнгард Руст (нем. Bernhard Rust; 30 сентября 1883 года, Ганновер, Германская империя — 8 мая 1945 года, Беренд, Ольденбург, Германия) — государственный и партийный деятель Третьего рейха, министр науки, воспитания и образования Пруссии (с 22 апреля 1933), рейхсминистр Имперского министерства науки, воспитания и народного образования («Reichsministerium für Wissenschaft, Erziehung und Volksbildung») (1 мая 1934 — 30 апреля 1945), руководитель «Национал-социалистических учебных институтов» (с 1 февраля 1934), гауляйтер Южного Ганновера — Брауншвейга (1 октября 1928 — ноябрь 1940), обергруппенфюрер СА (9 ноября 1936).

## Биография

### Учёба
Происходил из старинной юнкерской семьи. Образование получил в Ганноверской гимназии, затем изучал германистику, филологию и философию в Мюнхенском, Берлинском, Галльском и Гёттингенском университетах.

### Служба
После окончания обучения и сдачи государственного экзамена в 1908 году стал школьным учителем, с 7 марта 1908 года служил в учебном управлении высшей школы в Галле. В апреле 1908 — марте 1909 года проходил срочную службу волонтером в пехотном полку. С 1 августа 1909 года по 31 марта 1930 года состоял советником гимназического совета в Ганновере, некоторое время был директором гимназии в Ганновере. В 1912 году получил звание лейтенанта резерва.

### Участие в Первой мировой войне
Руст принял участие в Первой мировой войне, был несколько раз ранен, в том числе получил тяжёлую травму головы, что, как предполагают, впоследствии сказалось на его психическом здоровье. За боевые отличия награждён Железным крестом 1-го и 2-го класса, Рыцарским крестом ордена Дома Гогенцоллернов; в конце войны командовал ротой, обер-лейтенант. В 1919 году вернулся к педагогической деятельности, участвовал в работе различных правых организаций.

### Участие в политической деятельности
В 1924 году Руст вступил в Германскую Народную Свободную партию. В мае 1924 года он стал членом городского собрания Ганновера. 27 февраля 1925 года вступил в НСДАП (партбилет № 3390). 22 марта 1925 года Штрассером назначен гауляйтером гау Восточный Ганновер (Ost-Hannover/Hannover-Ost), а через пять дней утверждён на этом посту Гитлером. После реорганизации границ гау 1 октября 1928 года Руст стал гауляйтером Южного Ганновера — Брауншвейга.
31 марта 1930 года потерял свою работу в качестве школьного учителя за пьянство, согласно другим источникам, из-за отклонений в психике, притеснения студентов, а также за свою политическую деятельность. Официально же Руст подал в отставку из-за перегруженности работой.
С 1930 по 1932 год представлял учителей Ганновера в Ганноверском провинциальном парламенте (ландтаге), входил в бюджетную комиссию ландтага. В ноябре 1930 года возглавил фракцию НСДАП в ландтаге. С 14 сентября 1930 года — депутат Рейхстага от округа Южный Ганновер. С 15 июля 1932 года — ландесинспектор НСДАП Нижней Саксонии (Северная и Южная Вестфалия, Везер-Эмс, Восточный и Южный Ганновер).

### На посту министра науки, воспитания и образования Пруссии
4 февраля 1933 года Руст был назначен комиссаром Министерства науки, искусств и образования Пруссии, а 22 апреля 1933 года утверждён министром. С 1933 года — прусский государственный советник. Руст заявлял, что за год он смог ликвидировать школу как «пристанище интеллектуальной акробатики». 1 февраля 1934 года принял на себя руководство «Национал-социалистическими учебными институтами».

### На посту рейхсминистра
1 мая 1934 года Руст возглавил Имперское министерство науки, воспитания и народного образования. Оставался на этом посту до 30 апреля 1945 года. На посту рейхсминистра руководил нацификацией средней и высшей школы и перестройкой немецкой системы образования, так, чтобы она способствовала воплощению в жизнь идеалов национал-социализма. В 1934 году все учебные заведения Германии были изъяты из ведения местных властей и переданы Имперскому министерству науки, воспитания и народного образования (Reichsministerium für Wissenschaft, Erziehung und Volksbildung). В руках Руста было сосредоточено руководство немецкой наукой и системой образования, он назначал ректоров и деканов университетов, руководителей Национал-социалистического союза немецких студентов (NS-Deutsche Studentenbund) и Национал-социалистического союза доцентов Германии (NS-Deutsche Dozentenbund), а до 1936 года осуществлял контроль за молодежными организациями, в том числе за Гитлерюгендом.
На основании «Закона о восстановлении профессионального чиновничества» (Gesetz zur Wiederherstellung des Berufsbeamtentums) Рустом было уволено около тысячи педагогов, главным образом, евреев, социалистов и либералов, что имело очень серьёзные последствия для немецких позиций в области науки. В результате многие учёные высокого класса эмигрировали из Германии, включая около десятка Нобелевских лауреатов. Сам Руст так прокомментировал этот процесс:

Мы нуждаемся в новой арийской расе в университетах, или мы потеряем будущее… основной целью образования является формирование национал-социалистов.

Новое Положение для немецких университетов и колледжей, принятое в апреле 1935 года, было направлено на централизацию образования и особенно на ограничение академического самоуправления. Ректора университетов стали «фюрерами высшей школы» и подчинялись непосредственно Русту.
В результате деятельности Руста высшее образование Германии быстро пришло в упадок. За 6 лет число студентов сократилось со 128 тысяч до 58. С 1933 года он фактически отстранился от управления гау, хотя продолжал номинально оставаться гауляйтером до ноября 1940 года.

### Конец
В апреле 1945 года бежал с семьей из Берлина на север Германии, в Мюрвик, где размещалась штаб-квартира Карла Дёница, однако в новое правительство Германии, сформированное Дёницем, Руст не попал, к тому же в «Политическом завещании» Гитлера Руст и не упоминался в числе членов нового кабинета министров.
Покончил жизнь самоубийством (застрелился). Похоронен в Нюбеле, Шлезвиг-Гольштейн.

## Награды
- Железный крест (1914) 2-го и 1-го класса (Королевство Пруссия)
- Королевский орден Дома Гогенцоллернов рыцарский крест с мечами (Королевство Пруссия)
- Крест «За военные заслуги» 3-го класса с воинским отличием (Австро-Венгрия)
- Почётный крест Первой мировой войны 1914/1918 с мечами (1934)
- Медаль «За верную службу»[нем.]